# 国際心理支援協会
一般社団法人国際心理支援協会（こくさいしんりしえんきょうかい、英: International and Psychological Support Association）は、公認心理師や臨床心理士などメンタルヘルスに関する諸事業を実施する一般社団法人。略称はIPSA。
大阪府大阪市北区西天満六丁目2-14-602と、東京都渋谷区代々木四丁目59-3に事務局を置く。2015年（平成27年）に設立された。

## 概要
関西発祥の心理支援のための一般社団法人。公認心理師・臨床心理士によるカウンセリングオフィス（私設相談）や、専門家向けの研修会・講習会・講演会の運営を行う。一般社団法人国際心理支援協会では、公認心理師や臨床心理士をはじめとする心理職が、少しでも社会の役に立つことができるように、様々な活動を通して、一般への心理職（公認心理師や臨床心理士）の認知度アップや心理学的知識の普及、心理職の力量の底上げ、有効とされる心理療法の普及や開発などを行っている。
また、「こころ」だけではなく「からだ」や「脳の発達・機能」、「言語や非言語でのコミュニケーション」など、こころと密接につながりのあるそれぞれがつながり、全人的な支援の輪を拡げていくことを目指している。
さらに、一般社団法人国際心理支援協会の名称に「国際」という言葉が用いられているように、海外からの新しい知識や考え方、技術を積極的に日本へ取り入れ、日本の心理臨床をよりよくしていくことや、これまであまりなされてこなかった日本生まれの知識や考え方、技術を積極的に国外へと発信していくことを同時に目指している。

## 沿革
- 2015年（平成27年） - 一般社団法人国際心理支援協会設立

## 事業内容
- カウンセリング（私設相談室）事業
  - MEDI心理カウンセリング東京
  - MEDI心理カウンセリング大阪
- 専門家向け研修会事業
  - オープンダイアローグ基礎トレーニングコース
  - 家族療法入門・初級講座
- その他事業
  - 心理系アプリ take noteの提供
  - 公認心理師・臨床心理士のためのポータルサイトPlatz!
  - オンラインメンタルヘルスケアMeeetU
  - 心理系動画サブスクBiblio

※なお、厚生労働省指定の公認心理師現任者講習会事業については、公認心理師法の経過措置期間終了に伴って、2021年12月の開催をもって終了した。